# راي كروك
ريموند ألبرت «راي» كروك (Raymond Albert "Ray" Kroc) (ولد في 5 أكتوبر، 1902 - وتُوفِّي في 14 يناير، 1984) هو رجل أعمال أمريكي. شارك الأخوين ماكدونالدز في 1954 ووسع المطعم ليصبح أنجح مطعم وجبة سريعة في العالم. وتم إدراجه في مجلة تايم: ضمن أهم 100 شخصية في القرن العشرين، وجمع ثروة كبيرة خلال حياته. وامتلك فريق البيسبول سان دييغو بادرس من 1974 حتى وفاته في 1984. وجاء نجاح كروك متأخرًا في حياته بعدما تخطى الخمسين من عمره، تمامًا مثل عملاق الوجبات السريعة كولونيل ساندرز مؤسس مطعم كنتاكي.

## النشأة والحياة المهنية
ولِدَ كروك لأبوين ذوي أصول التشيك في أوك بارك، بالقرب من شيكاغو، في 5 أكتوبر، 1902. ونشأ أبوه في قرية برازي (Břasy)، بالقرب من بلزن (Plzeň)، في بوهيميا (Bohemia)(حاليًا التشيك). وكبر وقضى أغلب حياته في أوك بارك، إلينوي. وخلال الحرب العالمية الأولى، كذب بخصوص عمره وعمل كـسائق سيارة إسعاف حربية في الصليب الأحمر وهو في الخامسة عشرة من عمره. أثناء الحرب، خدم كروك في نفس النظام مثل والت ديزني. وقد جرب العمل في عدد من التجارات فيما بين نهاية الحرب وبدايات خمسينيات القرن العشرين بما في ذلك بائع أكواب ورقية، وعازف بيانو، وموسيقار جاز، وعضو فرقة، ودي جي في الراديو في أوك بارك في إذاعة الراديو WGES. وذات مرة، عمل راي بنظام الإقامة في مطعم من مطاعم راي دامبج في الإقليم الأوسط الشمالي الشرقي ليتعلم أعمال المطعم. وفي النهاية، أصبح بائع ماكينة الـميلك شيك، وأخذ يسافر عبر البلاد.

## ماكدونالدز

لاحظ راي أن الأخوين ماكدونالد هما من أكبر عملائه، خاصة حين اشتريا منه ثمانِ ماكينات صب المشروبات، وذلك بعد أن وجد هبوط مبيعات ماكينات صب المشروبات مع برنس كاسل (Prince Castle) بسبب المنافسة مع منتجات هاميلتون بيتش ذات الأسعار المنخفضة. وبعد زيارة متجر سان بيرناردينو مباشرةً، اقتنع راي بأنه يمكنه بيع الماكينات لكل مطعم جديد من المطاعم التي يفتتحها الأخوان بحق الامتياز، وهكذا، قدم خدماته للأخوين ماكدونالد اللذين كانا يبحثان عن عميل جديد للامتيازات بعد رحيل العميل بيل تانسي بسبب ظروفه الصحية. ولكن في النهاية، ملَّ كروك من عدم رغبة الأخوين في الاستمرار سوى بعددٍ قليل من المطاعم. وفي 1961، اشترى كروك الشركة مقابل 2.7 مليون دولار (وهو مبلغ يكفي لدفع مليون دولار لكلٍ منهما بعد الضرائب). (ولكن عند الاتفاق على العقد، قال الأخوان ماكدونالد أن نسبة 2% تبدو ضخمة وأن 1.9% هي الأنسب)
ق
كان الاتفاق بمثابة تسوية ولكنه اتفاق منقسم بين الأطراف لأن كروك أصر على عدم تقديم رسم الامتياز للمستثمرين الذين جمعهم ليموِّل صفقته. وفي طاولة الختام، غضب كروك لأن الأخوين لن ينقلا إليه الأملاك والحقوق للوحدة الأصلية. وأخبره الأخوان أنهما سيعطيان الاستثمار والأملاك وكل شيء للممولين. فأغلق كروك الصفقة، ورفض الاعتراف بنسبة رسم الامتياز حسب الاتفاق لأن العقد لم ينص على ذلك. وأخبره الأخوان ماكدونالد أنه بإمكانه عمل تغييرات لأشياء مثل المخطط حيث كانت قوانين البناء في إلينوي تختلف عن تلك في كاليفورنيا)، وبالرغم من حجج راي، لم يرسل الأخوان أي خطابات رسمية تسمح بعمل تغييرات في السلسلة بشكل قانوني. افتتح كروك أيضًا مطعم ماكدونالدز جديدًا بالقرب من مطعم الأخوين (المُسمَّى الآن ب"Big M" حيث تجاهلا الاحتفاظ بحقوق الاسم) ليجبرهما على الخروج من الشراكة.
بعد إنهاء الاتفاق مع الأخوين ماكدونالد، بعث كروك بخطاب إلى والت ديزني. (وكانا قد التقيا كمتدربين على قيادة سيارات الإسعاف في أولد جرينويتش، كونكتيكت.) كتب كروك قائلاً: «لقد حصلت حديثًا على حق الامتياز المحلي لمجموعة ماكدونالدز. ويسرني إذا سنحت الفرصة لافتتاح فرع لماكدونالدز في مدينة ديزني الناشئة.» ويُقال إن ديزني وافق بشرط زيادة سعر البطاطس من عشرة سنتات إلى خمسة عشر سنتًا لكي يحصل على ربح. ولكن كروك رفض ابتزاز عملائه الدائمين تاركًا ديزني لاند لتُفتَتَح دون مطعم ماكدونالدز. ويعتقد كثيرون آخرون أن هذه تُعتبر «نهاية سعيدة» لقصة ديزني سطرها بعض التنفيذيين التسوقيين في ماكدونالدز. وعلى الأرجح، تمت إعادة العرض دون موافقة.
لقد أبقى كروك على خط التجميع «نظام الخدمة السريع» لتحضير الهامبورجر، الذي أسسه الأخوان ماكدونالد في 1948. كما قام بعمل توحيد معياري، لضمان الحصول على نفس طعم البرجر في نيويورك أو طوكيو. ووضع قواعد صارمة لكيفية إعداد الطعام ليتبعها أصحاب الامتياز، تشمل أحجام القطع، وأساليب الطهي وأوقاته، والتغليف. كما رفض الطرق التي تُستخدم لخفض التكاليف، مثل: ملء شطائر الهامبورجر بفول الصويا. وتم تطبيق هذه القواعد الصارمة أيضًا بالنسبة لمعايير خدمة العملاء من خلال السماح بإعادة النقود للعملاء في حال عدم صحة الطلبات أو للعملاء الذين تتأخر طلباتهم لأكثر من خمس دقائق. ولكن، سمح كروك لأصحاب الامتياز بتحديد الطريقة الأمثل لتسويق المنتجات. على سبيل المثال، ابتكر ويلارد سكوت شخصية تُعرف الآن عالميًا بـرونالد ماكدونالد (Ronald McDonald) ليحسن المبيعات في واشنطن العاصمة، تجمع حضري. ويُستخدم راي كروك كمثال شهير في كتابات جورج ريتزر الاجتماعية.

## الحياة الشخصية
لقد قامت مؤسسة كروك بدعم أبحاث وعلاج الـكحولية، ومرض الـسكري، وأمراض أخرى. حيث أنشأ مؤسسة رونالد ماكدونالد الخيرية. وكان متبرعًا أساسيًا لـمدرسة الطب في دارتموث.
في عام 1972، أشار الـسيناتور هاريسون إيه ويليامز جي آر (Harrison A. Williams Jr.) (الـديمقراطي - نيو جيرسي) إلى أن إسهامات كروك التي تجاوزت 200000 دولار لـ حملة إعادة الانتخاب لـريتشارد نيكسون قد أثرت على سياسة الأجور الذي أقره البيت الأبيض للعاملين المراهقين.
وفي 1974، اشترى كروك سان دييغو بادرس، ولكن أشار ذات مرة إلى أن «مستقبل البرجر أفضل من البيسبول.»
في عام 1979، أُصيب كروك بسكتة دماغية وكان قد بلغ السابعة والسبعين من العمر. وأمره الأطباء بأن يأخذ العلاج لحالته تلك، وكان لابد لأن يدخل في إعادة تأهيل AA وتُعرف ب (Alcoholics Anonymous). وتُوفِّي كروك بسبب قصور القلب في مستشفى سكريبس ميموريال في سان دييغو، كاليفورنيا، في 14 يناير 1984، عن عمر 81 عامًا. وترك أرملة وهي جوان. وانتهت زيجاته السابقة من إيثيل فليمينج (1961-1922) وجين دوبينز جرين (1968-1963) بالطلاق.

## في الثقافة الشعبية
كان شراء كروك لماكدونالدز هو الأساس لأغنية مارك نوفلر "Boom, Like That"، من ألبومه عام 2004 Shangri-La.

## روابط خارجية
- راي كروك على موقع IMDb (الإنجليزية)
- راي كروك على موقع الموسوعة البريطانية (الإنجليزية)
- راي كروك على موقع إن إن دي بي (الإنجليزية)
- راي كروك على موقع ديسكوغز (الإنجليزية)
- راي كروك على موقع قاعدة بيانات الفيلم (الإنجليزية)